# Lista de companhias aéreas do Brasil
Lista das companhias aéreas do Brasil.

## Lista
- LATAM Brasil.
- Gol[1].
- Azul Linhas Aéreas Brasileiras.